# Dominique Currat
Dominique Currat ist ein ehemaliger Schweizer Basketballspieler.

## Werdegang
Currat spielte ab dem Alter von 14 Jahren für Fribourg Olympic, im Alter von 15 Jahren gab er Mitte der 1960er Jahre seinen Einstand in der Herrenmannschaft in der Nationalliga A. Der 1,88 Meter große Spieler zählte den Wurf und die Vielseitigkeit zu seinen Stärken. 1966 wurde Currat mit Fribourg erstmals Schweizer Meister. 1971, 1973, 1974, 1976, 1978 und 1979 gewann er mit der Mannschaft ebenfalls den Meistertitel.
Er trat mit Fribourg im Europapokal an, darunter in der Saison 1973/74 im Europapokal der Landesmeister, als man in der ersten Wettbewerbsrunde gegen Real Madrid ausschied. Currat erzielte im Hinspiel gegen Real acht Punkte und im Rückspiel 22 Punkte. Er war in den 1970er Jahren Kapitän der Fribourger Mannschaft und Schweizer Nationalspieler.
Currat wurde beruflich als Sportlehrer tätig, blieb Fribourg Olympic als Vorstandsmitglied sowie Jugend- und Techniktrainer treu und arbeitete als solcher mit Spielern wie Boris Mbala, Dusan Mladjan und Roberto Kovac an ihrer Wurftechnik.